# Pleurostachys undulatifolia
Pleurostachys undulatifolia är en halvgräsart som beskrevs av Gross. Pleurostachys undulatifolia ingår i släktet Pleurostachys och familjen halvgräs. Inga underarter finns listade i Catalogue of Life.